# Order Pionierów Liberii
Order Pionierów Liberii (ang. Order of the Pioneers of Liberia), właśc. Najczcigodniejszy Order Rycerski Pionierów Republiki Liberii (ang. Most Venerable Order of Knighthood of the Pioneers of the Republic of Liberia) – liberyjskie, cywilne odznaczenie państwowe ustanowione w 1955.

## Historia i zasady nadawania
Order został ustanowiony 7 stycznia 1955 wskutek postanowienia ówczesnego prezydenta kraju – Williama Tubmana. Jego nazwa ma upamiętniać pierwszych osadników afroamerykańskich, rekrutujących się spośród wyzwolonych niewolników, którzy na Wybrzeżu Pieprzowym założyli kolonię „kolorowych wolnych ludzi” – późniejszych Amerykanoliberyjczyków. Nowe osadnictwo na kontynencie afrykańskim, organizowane i finansowane od 1820 przez American Colonization Society, doprowadziło w rezultacie do powstania Republiki Liberii, którą proklamowano 26 lipca 1847.
Nadającym order jest urzędujący prezydent kraju. Odznaczenie jest przyznawane za wybitne zasługi zarówno obywatelom Liberii, jak i cudzoziemcom. Według oświadczenia liberyjskiego Ministerstwa Informacji, Kultury i Turystyki, wydanego w 1979, „honorowe członkostwo orderu może być przyznane cudzoziemcom – wybitnym i zasłużonym przedstawicielom władzy państwowej, organizacji międzynarodowych, wspólnot religijnych, nauki, sztuki i handlu, oraz za pojedyncze zasługi lub dokonania będące przejawem bohaterstwa lub dobroczynności”.

## Stopnie orderu
Order Pionierów Liberii zajmuje trzecie miejsce w precedencji odznaczeń państwowych Republiki Liberii i dzieli się na pięć klas:
- Wielka Wstęga (Grand Cordon)
- Rycerz Komandor (Knight Commander)
- Komandor (Commander)
- Oficer (Officer)
- Rycerz (Knight)

## Insygnia
Odznakę orderu stopnia rycerskiego i oficerskiego (śr. 40 mm) stanowi wykonana ze srebra gwiazda o jedenastu, dwustronnie emaliowanych na biało ramionach. Na jej środku umieszczony jest okrągły, emaliowany medalion, który otacza ciemnoczerwony pierścień z inskrypcjami:  „Here We Are • Here We Will Remain” (pol. „Tu jesteśmy • Tu pozostaniemy”) – na awersie i „The Love Of Liberty Brought Us Here” (pol. „Przywiodło nas tu umiłowanie wolności”) – na rewersie. Na jasnoniebieskim polu medalionu znajduje się – na awersie – wielobarwny wizerunek amerykańskich wyzwolonych niewolników-pionierów witających pod drzewem rdzennych Afrykańczyków, a na rewersie – rysunek dokumentu z napisem: „Bill of Rights” (pol. „Karta praw”).
Odznaka orderu stopni wyższych jest powiększona (śr. 64,6 mm) i wykonana ze złoconego srebra. Ponadto ramiona gwiazdy są połączone jedenastoma wiązkami krótkich promieni oraz zakończone kulkami. Natomiast pierścień otaczający medalion na awersie jest granatowy.
Odznaki wszystkich stopni są zawieszone na owalnym wieńcu laurowym.
Wstążki orderu są koloru ciemnozielonego.  
Insygnia Orderu Pionierów Liberii są wytwarzane przez paryską firmę medalierską – Arthus-Betrand.